# رمی بوسیه
رمی بوسیه (انگلیسی: Rémy Boissier؛ زادهٔ ۲۲ فوریهٔ ۱۹۹۴) بازیکن فوتبال اهل فرانسه است.
از باشگاه‌هایی که در آن بازی کرده‌است می‌توان به باشگاه فوتبال لو مان اشاره کرد.